# SAP Open 2010
Il SAP Open 2010 è stato un torneo di tennis giocato sul cemento indoor. È stata la 122ª edizione del SAP Open facente parte dell'ATP World Tour 250 series nell'ambito dell'ATP World Tour 2010. Si è giocato all'HP Pavilion di San Jose in California, dall'8 al 14 febbraio 2010.

## Partecipanti

### Teste di serie
| Atleta                | Nazionalità     | Ranking* | Testa di serie |
| --------------------- | --------------- | -------- | -------------- |
| Andy Roddick          | Stati Uniti     | 7        | 1              |
| Fernando Verdasco     | Spagna          | 12       | 2              |
| Radek Štěpánek        | Repubblica Ceca | 14       | 3              |
| Tommy Haas            | Germania        | 17       | 4              |
| Tomáš Berdych         | Repubblica Ceca | 23       | 5              |
| Philipp Kohlschreiber | Germania        | 27       | 6              |
| Sam Querrey           | Stati Uniti     | 30       | 7              |
| Jérémy Chardy         | Francia         | 37       | 8              |

- Ranking al 1º febbraio 2010.

### Altri partecipanti
Giocatori che hanno ricevuto la wildcard nel tabellone principale:
- Devin Britton
- Ryan Harrison
- Lars Pörschke

Giocatori passati dalle qualificazioni:

- Ričardas Berankis
- Alex Bogomolov Jr.
- Ryler DeHeart
- Tim Smyczek

## Campioni

### Singolo
Fernando Verdasco ha battuto in finale  Andy Roddick con il punteggio di 3–6, 6–4, 6–4

### Doppio
Mardy Fish /  Sam Querrey hanno battuto in finale  Benjamin Becker /  Leonardo Mayer con il punteggio di 7–6(3), 7–5